# Céret
Céret là một xã trong vùng Occitanie, thuộc tỉnh Pyrénées-Orientales, quận Céret, tổng Céret. Tọa độ địa lý của xã là 42° 29' vĩ độ bắc, 02° 45' kinh độ đông. Céret nằm trên độ cao trung bình là 154 mét trên mực nước biển, có điểm thấp nhất là 175 mét và điểm cao nhất là 1.440 mét. Xã có diện tích 37,86 km², dân số vào thời điểm 2006 là 7.600 người; mật độ dân số là 192 người/km².